# Rhinagrion borneense
Rhinagrion borneense – gatunek ważki z rodziny Philosinidae. Endemit Borneo.